# 820
820 (DCCCXX) je bilo prestopno leto, ki se je po julijanskem koledarju začelo na nedeljo.

## Dogodki
- 1. januar

## Rojstva
- Al-Baladhuri, arabski zgodovinar († 892)
- Anandavardhana, indijski filozof, estetik († 890)

## Smrti
- Šankara, indijski filozof, ustanovitelj šole advaita vedanta (* 788)